# Patrik Ženúch
Patrik Ženúch (ur. 30 grudnia 1990) – słowacki lekkoatleta specjalizujący się w rzucie oszczepem.
Bez powodzenia startował w mistrzostwach Europy w 2014 oraz w 2016 roku. Odpadł w eliminacjach podczas mistrzostw świata w Pekinie (2015). 
Medalista mistrzostw Słowacji i reprezentant kraju w meczach międzypaństwowych, pucharze Europy w rzutach oraz drużynowych mistrzostwach Europy. 
Rekord życiowy: 84,83 (3 maja 2014, Koszyce). 

## Osiągnięcia
| Rok  | Impreza                                | Miejsce                    | Pozycja           | Wynik |
| ---- | -------------------------------------- | -------------------------- | ----------------- | ----- |
| 2013 | Zimowy puchar Europy w rzutach         | Castelló de la Plana       | 6. miejsce        | 70,55 |
| 2014 | Zimowy puchar Europy w rzutach         | Leiria                     | 12. miejsce       | 72,13 |
| 2014 | II liga drużynowych mistrzostwa Europy | Ryga                       | 2. miejsce        | 73,46 |
| 2014 | Mistrzostwa Europy                     | Zurych                     | el. – 23. miejsce | 74,19 |
| 2015 | Zimowy puchar Europy w rzutach         | Leiria                     | 6. miejsce        | 77,27 |
| 2015 | Mistrzostwa świata                     | Pekin                      | el. – 33. miejsce | 69,31 |
| 2016 | Mistrzostwa Europy                     | Amsterdam                  | el. – 30. miejsce | 69,38 |
| 2017 | Puchar Europy w rzutach                | Las Palmas de Gran Canaria | 3. miejsce        | 74,30 |
| 2017 | II liga drużynowych mistrzostwa Europy | Tel Awiw-Jafa              | 7. miejsce        | 71,87 |
| 2018 | Puchar Europy w rzutach                | Leiria                     | 11. miejsce       | 72,01 |
| 2019 | Puchar Europy w rzutach                | Šamorín                    | 8. miejsce        | 71,03 |